# Wolfgang Schlüter (Musiker)

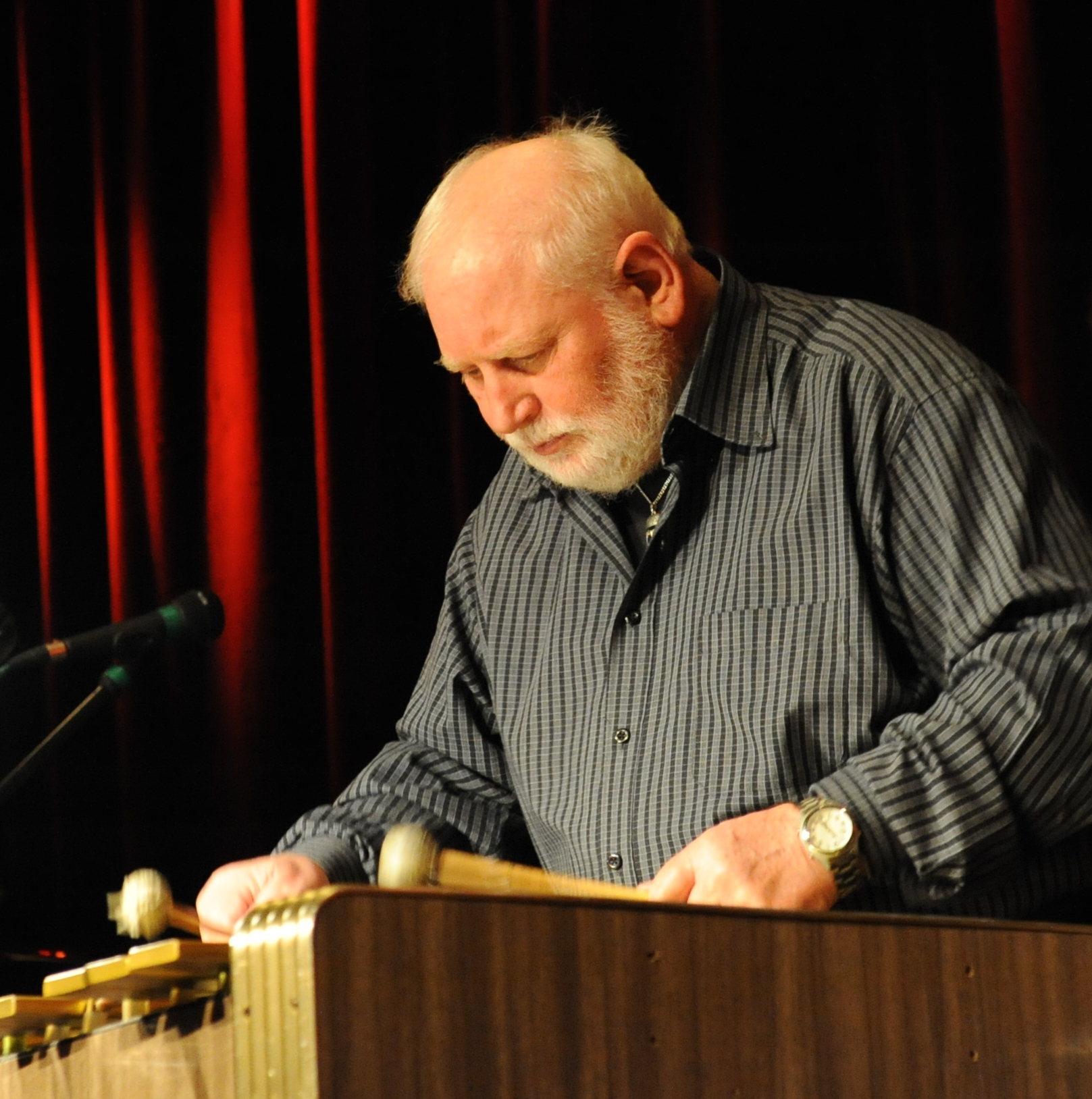
Wolfgang Schlüter mit seinem Quartett in der Bessunger Knabenschule in Darmstadt am 22. Januar 2011

Wolfgang Schlüter (* 12. November 1933 in Berlin; † 12. November 2018 in Henstedt-Ulzburg) war ein deutscher Jazzmusiker. Er spielte Vibraphon und Perkussion und gehörte zu den wichtigen Vibraphonisten seiner Generation in Europa. Als einer von wenigen deutschen Jazzmusikern neben Albert Mangelsdorff konnte er sich im renommierten Kritiker-Poll des US-Fachmagazins Down Beat platzieren.

## Leben und Werk
Schlüter, der aus einer Künstlerfamilie am Prenzlauer Berg stammte, erlernte zunächst Klavier und Akkordeon. Er wechselte und studierte von 1949 bis 1954 an der Hochschule für Musik in Berlin Pauken und Schlagzeug. Wegen einer Knieverletzung musste er sein Ziel, klassischer Solopaukist zu werden, aufgeben und wandte sich den Mallet-Instrumenten zu. Während seines Studiums arbeitete er zunächst im Orchester von Manfred Burzlaff. Ab 1952 spielte er Vibraphon. Mit den Möglichkeiten dieses Instruments im Jazz wurde er konfrontiert, als er im selben Jahr Lionel Hampton im Berliner Sportpalast erlebte. Zunächst war er von Lionel Hampton, später von Milt Jackson beeinflusst.
1956 holte ihn der Pianist Michael Naura in seine Band, das Michael-Naura-Quintett, das ab 1963 wegen Nauras Erkrankung nicht mehr als kontinuierliche Gruppe weitergeführt werden konnte (aber gelegentlich neu auflebte). Seit 1965 war Schlüter (für mehr als 30 Jahre) Mitglied der NDR Bigband (und der Studioband als ihrem Vorläufer). Zudem spielte er als Solist in den Orchestern von Kurt Edelhagen, Erwin Lehn, Werner Müller, Paul Kuhn und Peter Herbolzheimer sowie mit Volker Kriegel. Schlüter gehörte der ersten Besetzung von Peter Gigers Family of Percussion an. Wolfgang Schlüter spielte auch bei Studioaufnahmen (Vibraphon/Perkussion) der James Last Band im Polydor-Studio Hamburg-Rahlstedt Ende der 1960er und in den 1970er Jahren mit; 1985 ging er einmal mit Last auf England-Tournee.
Seit 1985 war Schlüter Professor an der Hochschule für Musik und Theater Hamburg. Er gab seit 2007 Konzerte mit seinem Wolfgang Schlüter Quartett, zu dem Boris Netsvetaev, Philipp Steen und Kai Bussenius gehörten.
Obschon das Sehvermögen Schlüters mit 80 Jahren stark nachgelassen hatte, waren seine musikalischen Fähigkeiten aufgrund täglichen Übens ungebrochen. Zu seinem 80. Geburtstag gab er im Kulturwerk am See in Norderstedt ein Konzert mit seinem Wolfgang-Schlüter-Quartett und der NDR Bigband.
Schlüter lebte nach dem Unfalltod seiner Frau Karin 2007 mit seiner neuen Lebensgefährtin in seinem Haus in Henstedt-Ulzburg in Schleswig-Holstein. Seine Tochter Nadja Hahn redigierte die Lebenserinnerungen ihres Vaters, die unter dem Titel A One, Two, Three, Four… Once More! als Book on Demand verfügbar sind.
Wolfgang Schlüter starb im November 2018 an seinem 85. Geburtstag an den Folgen eines Schlaganfalls.

## Preise und Auszeichnungen
- Am 3. November 2001 wurde Wolfgang Schlüter auf dem JazzFest Berlin der mit 20.000 DM ausgestattete Albert-Mangelsdorff-Preis überreicht.
- 2013 wurde er für sein Album Visionen mit dem Jazz-Echo ausgezeichnet.
- 2017 erhielt Schlüter den mit 10.000 € dotierten Hamburger Jazzpreis.[6]

## Auswahl-Diskographie
mit Michael Naura
Aufnahmen unter eigenem Namen
- Horst Jankowski, Rolf Kühn & Wolfgang Schlüter: Gäste bei Horst Jankowski (Metronome 1962)
- Christoph Spendel/Wolfgang Schlüter Dualism (MPS 1982)
- Christoph Spendel/Wolfgang Schlüter Group September Memories (MPS 1983)
- Swing Revival (Koala Records, mit Charly Antolini, dr; Stefan von Dobrzynski, cl; Horst Mühlbradt, p; Lucas Lindholm, b; 1985)
- Wolfgang Schlüter & NDR Bigband Good Vibration (Extra Records, mit Dieter Glawischnig, ltg; Rob Pronk, u. a.; 1990)
- Schlüter / Nabatov / Antolini: Swing Kings (Aufnahme vom 19. September 1996 im Birdland; ACT; veröffentlicht 2001)[7]
- Wolfgang Schlüter Quartet Four Colours (Skip Records, mit Boris Netsvetaev, Philipp Steen und Kai Bussenius; 2007)
- Wolfgang Schlüter Quartet & NDR Bigband Visionen (Skip Records, mit Boris Netsvetaev, Philipp Steen und Kai Bussenius; 2012)
- Wolfgang Schlüter & Boris Netsvetaev Breathing As One (Skip Records, 2016)
- Wolfgang Schlüter Quartet & Strings - arranged and conducted by Wolf Kerschek - FOR YOU (Skip Records, 2019)